# Denis Sanguin de Saint-Pavin
Pour les articles homonymes, voir Saint-Pavin et Pavin.
Denis Sanguin de Saint-Pavin, né à Paris en 1595 et mort le 8 avril 1670, est un poète libertin français.

## Biographie
Fils de Jacques Sanguin, sieur de Livry, président aux enquêtes et parent de Claudius Sanguin, intendant de la maison du roi et du duc d’Orléans et auteur des Heures (Paris, 1660), il est éduqué chez les Jésuites au collège de La Flèche où il est le condisciple de Descartes et de Jacques Vallée Des Barreaux dont il devint l'amant.
Ayant été consacré à l'état ecclésiastique, il est nommé abbé commendantaire de l'abbaye de Livry. C'est dans cette retraite qu'il cultive les muses et s'abandonne à ses plaisirs qui lui valent le surnom de « prince de Sodome ». Il parlait de la religion avec beaucoup de liberté. Néanmoins nommé chapelain du roi, il a eu un fils illégitime qui devint curé de Tierceville.
On a de lui plusieurs sonnets, épîtres, épigrammes, rondeaux qui font montre d'esprit et de gaieté. Saint-Pavin est considéré comme le restaurateur du sonnet au Grand Siècle.
Boileau a fait une épigramme contre son irreligion.
Gaspard de Fieubet (1626-1694) a rédigé son épitaphe :

Sous ce tombeau gît Saint-Pavin ;
Donne des larmes à sa fin.
Tu fus de ses amis peut-être ?
Pleure ton sort, pleure le sien.
Tu n’en fus pas ? pleure le tien,

Passant d’avoir manqué d’en être.

## Publications
- Recueil complet des poésies de Saint-Pavin, comprenant toutes les pièces jusqu’à présent connues et un plus grand nombre de pièces inédites, Éd. Paulin Paris, Paris, Techener, 1861  Texte en ligne
- La vie et les poésies libertines inédites de Des Barreaux (1599-1673) - Saint-Pavin (1595-1670), Paris ; Genève, Champion ; Slatkine Reprints, 1911 ; 1968
- Poésies choisies, et précédées d'une introduction, Paris, Sansot, 1912
- Poésies de Saint-Pavin et de Charleval, Amsterdam, Leprieur, 1759
- Poésies choisies, Paris, Sansot, 1912
- Recueil complet des poésies de Saint-Pavin, comprenant toutes les pièces jusqu'à présent connues et un plus grand nombre de pièces inédites, Paris, Techener, 1861
- Poésies choisies, Intr. G. Gustave Michaut, Paris, Sansot, 1912
- Poésies, Édition de Nicholas Hammond, Paris, Classiques Garnier, 2012, 235 p.,  (ISBN 978-2812406270).